# Коттоновский Генезис
Ко́ттоновский Ге́незис или Коттоновская книга Бытия (англ. the Cotton Genesis), по В. Н. Лазареву — Коттонова Библия — богато иллюминированная рукопись ветхозаветной книги Бытия на греческом языке, датируемая рубежом V и VI веков. Название — по Коттоновской библиотеке, в которой она хранилась. После пожара 23 октября 1731 года в вестминстерском Ашбернем-хаусе от рукописи остались 134 фрагмента пергамента, сильно обгоревшие и сморщившиеся от температуры.

## Первоначальная рукопись
Согласно наиболее вероятной реконструкции, в Коттоновском генезисе был 221 лист, первоначальный размер страниц примерно 35×30 см. В тексте было 360 миниатюр-иллюстраций, заключённых в рамки. Вероятно, книга Бытия никогда в истории не иллюстрировалась столь щедро. В миниатюрах активно использовалась позолота, текст выполнен парадным унциальным почерком, в одну колонку, по 27-30 строк.
Место создания рукописи неизвестно, обычно указывают предельно широко на восточное Средиземноморье. Акцент в иллюстрациях на истории Иосифа и египетских пейзажах интерпретировался как свидетельство египетского происхождения рукописи, однако такая прямолинейная трактовка оспаривается. К. Вейцман указывает также на стилистическое сходство с александрийским «папирусом возничих».

## История рукописи до пожара
Известно, что в начале XIII века рукопись была в Венеции. Возможно, она попала туда в качестве трофея после разгрома Константинополя в 1204 году. Её миниатюры (или копии с них) использовались в качестве оригиналов для мозаик северо-западного угла собора Святого Марка. Необычность иконографии не оставляет сомнений в прямой связи между этими изображениями. Впервые это сходство было замечено финским учёным И. И. Тикканеном в 1888 году. Использование книжной миниатюры в качестве образца для монументальной мозаики в средневековом искусстве уникально.
В начале XVI века с рукописи, всё ещё находившейся в Венеции, грек Маркос Ватас скопировал четыре миниатюры в качестве маргиналий к комментированному Генезису, ныне хранящемуся в Вене (не путать с древним Венским Генезисом). Вероятно, в 1526 году рукопись купил Реджинальд Поль, внук герцога Кларенса и троюродный брат Генриха VIII (впоследствии деятель Контрреформации, кардинал и архиепископ Кентерберийский при Марии I), затем она принадлежала Роберту Уэйкфилду (ум. 1537), библеисту из Оксфордского университета, а затем его брату Томасу, работавшему в Кембридже. Томас оставил на кодексе владельческую надпись. Замечено, что Томас Уэйкфилд сравнивал Коттоновский Генезис с печатной Библией 1526 года и выписывал варианты «древнейшего кодекса». В 1540 году Томас Уэйкфилд был назначен Генрихом VIII королевским профессором древнееврейского языка и, по-видимому, в благодарность подарил книгу королю. Легендарная версия, согласно которой Генезис якобы был преподнесён Генриху двумя греческими монахами из города Филиппы в Македонии (в XVI в. бывшего в руинах), впервые появилась только в 1620-е годы.
Елизавета I передала кодекс Джону Фортескью (ум. 1607), а к 1611 году рукопись была уже в коллекции Роберта Коттона.
К моменту пожара в рукописи отсутствовала примерно четверть страниц и треть миниатюр. Французский антиквар Николя-Клод Фабри де Пейреск, бравший книгу у Коттона для работы в 1618—1622 г., скопировал часть текста и одну из миниатюр; его копия является важным источником для реконструкции рукописи.

## Изучение после пожара
Самый большой из сохранившихся фрагментов — 175×50 мм. То, что не тронул огонь, сжалось от температуры примерно вдвое.
Большая часть Коттоновского Генезиса хранится в Британской библиотеке (шифр Lond. Brit. Lib. Cotton Otho B. VI), несколько фрагментов — в Баптистском Колледже в Бристоле. Фрагменты неоднократно изучались, расшифровывались, реконструировались и факсимильно воспроизводились. В 1857 году Лондонские фрагменты были изданы К. фон Тишендорфом. До середины XIX века Коттоновский Генезис считался самым древним и самым точным из сохранившихся списков Септуагинты; сейчас он лишился приоритета, но по-прежнему относится к числу нескольких древнейших кодексов.